# Luminanzrauschen

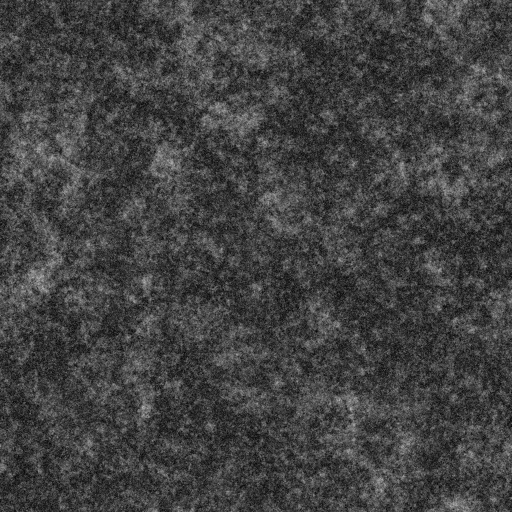
Beispiel für reines, graustufiges 1/f-Rauschen (Luminanzrauschen)

Luminanzrauschen (auch Helligkeitsrauschen) ist dann gegeben, wenn im Helligkeitskanal eines digitalen Bildes unabhängige Zufallssignale vorhanden sind. Das nebenstehende Bild gibt ein zweidimensionales Beispiel für reines Luminanzrauschen mit einer typischen spektralen Leistungsdichteverteilung, bei der die Signalamplitude mit einer 1/f-Charakteristik abnimmt (1/f-Rauschen).